# Zygmunt Krzyżanowski (trener)
Zygmunt Krzyżanowski (ur. 29 maja 1928 w Poznaniu, zm. 12 stycznia 1980 w Warszawie) – polski trener siatkówki, twórca sukcesów reprezentacji Polski w siatkówce kobiet – wicemistrzostwa świata (1952), brązowego medalu mistrzostw świata (1956) i brązowego medalu mistrzostw Europy (1971), zdobywca tytułu mistrza Polski z żeńską drużyny Czarnych Słupsk (1978).

## Życiorys

### Reprezentacja Polski
Był absolwentem Akademii Wychowania Fizycznego w Warszawie. W 1951 został trenerem reprezentacji Polski seniorek. W tym samym roku poprowadził ją do trzeciego miejsca na akademickich mistrzostwach świata. Nie otrzymał natomiast paszportu na wyjazd na mistrzostwa Europy odbywające się w 1951 w Paryżu. Drużyna prowadzona przez Zygmunta Krausa wywalczyła tam srebrny medal. W 1952 wywalczył z reprezentacją wicemistrzostwo świata, w 1956 brązowy medal mistrzostw świata. W latach 1954–1955 drużynę prowadził Lucjan Tyszecki. W 1957 Krzyżanowskiego na stanowisku trenera reprezentacji zastąpił Zbigniew Szpyt. W 1971 ponownie objął reprezentację Polskę seniorek i poprowadził ją do brązowego medalu mistrzostw Europy w 1971, zrezygnował z prowadzenia tej drużyny na początku 1974.

### Kluby
W 1952 wywalczył brązowy medal mistrzostw Polski z męską drużyna CWKS Warszawa, w 1953 zajął z tą drużyną na mistrzostwach Polski czwarte miejsce. Prowadził także męską drużynę Stal Nysa (1966-1970). W 1975 został trenerem żeńskiej drużyny Czarnych Słupsk, wprowadził ją do I ligi w 1976, w 1977 wywalczył z nią brązowy medal mistrzostw Polski, a w 1978 mistrzostwo Polski.
Był autorem książki Piłka siatkowa (wyd. I – 1956).
Pochowany na cmentarzu w Milanówku.